# 33397 Prathiknaidu
33397 Prathiknaidu è un asteroide della fascia principale. Scoperto nel 1999, presenta un'orbita caratterizzata da un semiasse maggiore pari a 2,2663717 UA e da un'eccentricità di 0,0617347, inclinata di 6,85918° rispetto all'eclittica.